# Henri Bacher
Pour les articles homonymes, voir Bacher.
Henri Bacher, né le 4 juillet 1890 à Sarreguemines, dans l'actuelle Moselle alors située dans le Land d'Alsace-Lorraine (Empire Allemand) et mort le 17 février 1934 à Strasbourg, est un artiste populaire français de confession luthérienne.
Formé à l'École des Arts décoratifs de Strasbourg (en allemand : Kunstgewerbeschule) en 1913, il se spécialise dans la gravure sur bois et la conception d'ex-libris.

## Éléments de biographie

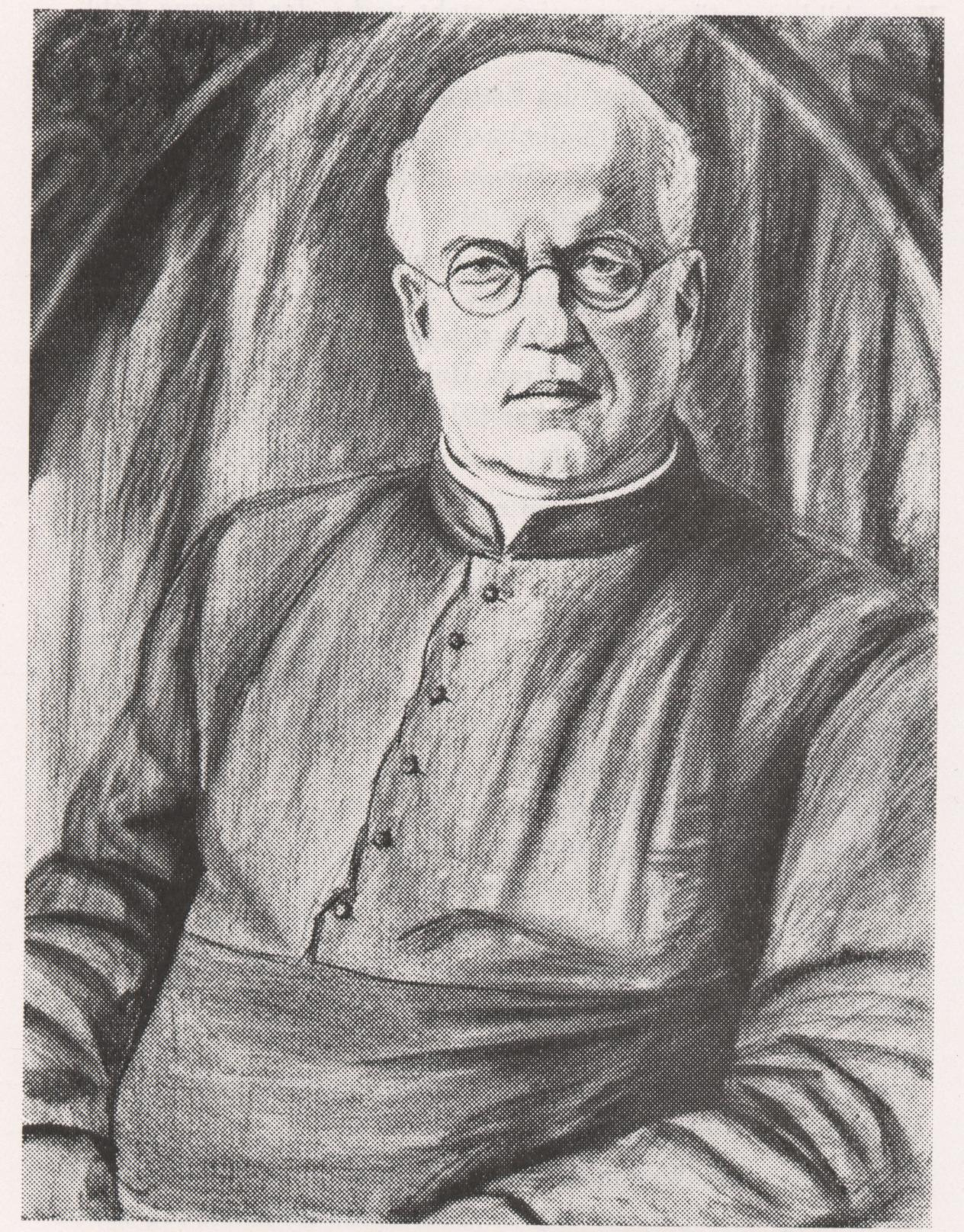
Portrait de l'abbé Louis Pinck du diocèse de Metz.

Avant la Première Guerre mondiale, il suit les cours de l'École des arts et métiers de Strasbourg. Blessé lors du conflit, il complète sa formation à Paris et à Rome.
L’œuvre d'Henri Bacher concerne autant l'Alsace que la Moselle. Il illustra des livres et des revues dans une optique traditionnelle, populaire et religieuse. Né d'un père luthérien et d'une mère catholique, son talent est au service des deux confessions.
En Moselle, il est principalement connu pour être un enfant de Sarreguemines et pour avoir illustré les trois premiers volumes des Verklingende Weisen de l'abbé Louis Pinck, recueil de chansons populaires de la Lorraine germanophone.
Une partie non négligeable de son œuvre est consacrée aux ex-libris.
Par ailleurs, Henri Bacher a peint des fresques murales dans l'église protestante de Beblenheim, Haut-Rhin ; elles sont aujourd'hui recouvertes par un enduit. Peu de temps avant sa mort, il travaillait sur 
un projet de décoration de la salle des pèlerins du Mont Sainte-Odile.
Henri Bacher décède en 1934 des suites de sa blessure de la Première Guerre mondiale. Il est inhumé au cimetière Ouest de Strasbourg.

## Ses œuvres principales

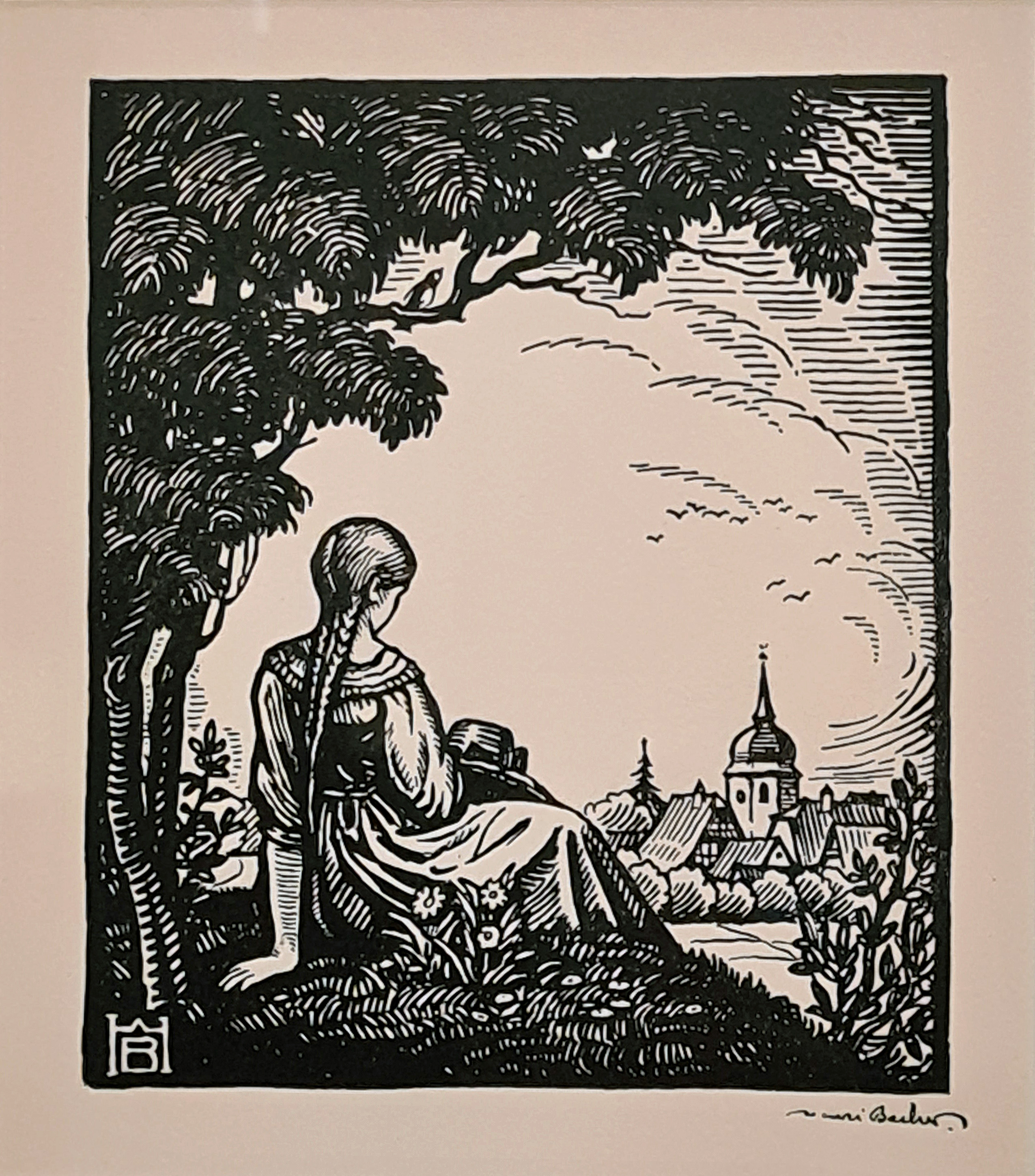
Elsässische Goethe Erinnerungen (1932).
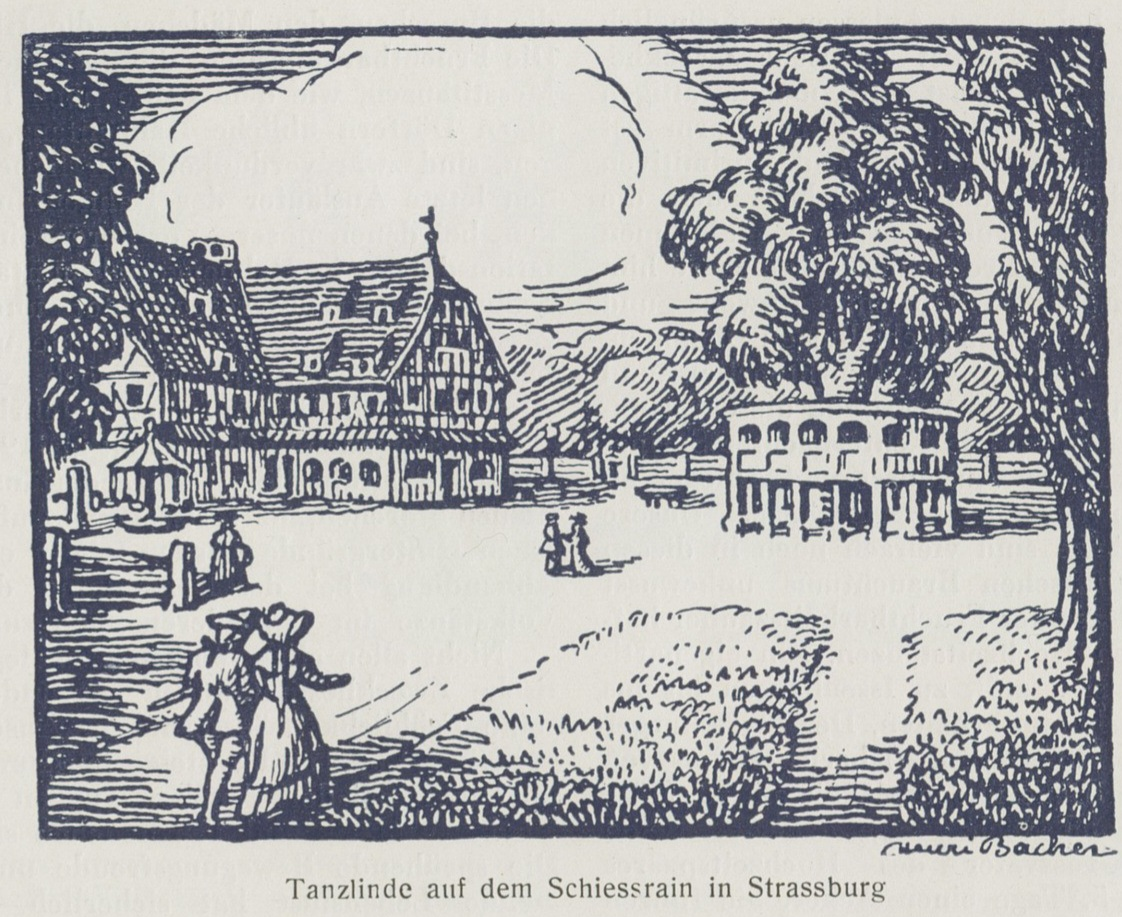
Tilleul de danse sur le terrain de tir de Strasbourg (1936).

- Vor Ypern (1914-1915) : 12 Originalsteinzeichnungen, Strasbourg, 1915
- Durch die Woëvre-Ebene : 20 Originalsteinzeichnungen von H. Bacher, Els. Druck, Strasbourg, 1918
- Gustav Lasch, Strossburjer Gschichtle, Strasbourg, 1924, 107 p., ill. par H. Bacher
- Willy Guggenwill, Chronik des Dorfes Bläsheim, Saverne, 1935, 251 p., nombreuses illustrations de Henri Bacher
- Robert Will, E Pfarrhüüs üs d'r guede alde zytt. Gschichtle-n-un Erinnerunge, Avec des illustrations de Henri Bacher, 3e éd. augm., Strasbourg, 1924, 127 p.
- Victor Schmidt, Pfingschtnagele, Elsassische gedichtele mit illustratione vu Henri Bacher, Mulhouse, sans date [1930], 53 p.
- Aus Goethes Strassburger Studienzeit : 16 Zeichnungen mit Goetheschen Texten, Henri Bacher et A[loyse] Andres, Ed. Heitz, Strasbourg, 1932, 36 p.
- Elsässische Goethe-Erinnerungen : 10 Holzschnitte, mit einem Geleitwort von Alfred Pfleger, Ed. Heitz, Strasbourg, 1932
- Camille Schneider, Henri Bacher (1890 - 1934), Oberlin, Strasbourg, 1946. (Pochette contenant 34 reproductions d'œuvres de Bacher et son portrait par Henri Solveen)

## Expositions
- Henri Bacher und Louis Pinck : Sammler lothringischer Volkslieder Anfang dieses Jahrhunderts, Exposition au Saarland-Museum, Sarrebruck, (5.11.1998 - Février 1999)